# Wang 2200
Wang 2200 — мини-компьютер «всё в одном», выпущенный Wang Laboratories в мае 1973.

## Описание
В отличие от некоторых других настольных компьютеров того времени, таких как HP 9830, имел монохромный кинескопный монитор в корпусе, который также включал встроенный ленточный накопитель на компакт-кассете (запись данных производилась на компакт-кассету) с компьютерным управлением и клавиатуру. Имелся встроенный язык программирования Wang BASIC (Wang T-BASIC — диалект Бейсика, позволявший писать для Wang 2200 приложения и сохранять их на кассеты).
За время существования было отгружено около 65 000 компьютерных систем, которые нашли широкое применение в малом и среднем бизнесе по всему миру. В начале 1980-х кластеры на основе Wang 2200 предоставляли пейджинговые услуги для большей части гонконгского рынка.

## Советский клон
В 1970-х годах компьютеры Wang 2200 широко использовались Госпланом и Госкомстатом, главными плановыми и статистическими органами СССР. Опасения перед бэкдорами в западном оборудовании привёл к реинжинирингу исходной системы и разработке Искры 226, на 100% совместимой с двоичным кодом оригинала.